# Add N to (X)
Add N to (X) - британський гурт, що спеціалізується на  електронній музиці, що витягується переважно з аналогових синтезаторів, що утворилася в Лондоні, в 1994.
Початково гурт становили Ендрю Евелінг (Andrew Aveling), Баррі Сміт (Barry Smith aka Barry 7) і Енн Шентон (Ann Shenton). Стівен Клейдон замінив Евелінга в 1997.
Після кількох релізів на дрібних лейблах вони відмовилися від пропозицій великих звукозаписних компаній і підписали контракт з великим незалежним лейблом Mute Records в 1998, так і не досягнувши великого комерційного успіху до розпаду в 2003.
Більшість їхніх пісень і кліпів мають зміст еротичного \ порнографічного характеру; в анімаційному кліпі на трек «Metal Fingers in My Body» показує секс жінки і робота, а в кліпі на «Plug Me In» відомі порноакторки грають з секс-іграшками.

## Дискографія

### Альбоми
| рік  | місяць  | Назва альбому                | лейбл           |
| ---- | ------- | ---------------------------- | --------------- |
| 1996 | січень  | «Vero Electronics»           | Blow Up Records |
| 1998 | Лютий   | «On the Wires of Our Nerves» | Satellite       |
| 1999 | Квітень | «Avant Hard»                 | Mute Records    |
| 2000 | Жовтень | «Add Insult to Injury»       | Mute Records    |
| 2002 | Жовтень | «Loud Like Nature»           | Mute Records    |

### Сингли
| рік  | Назва синглу                    | лейбл        | коментар         |
| ---- | ------------------------------- | ------------ | ---------------- |
| 1997 | «The Black Regent»              | Satellite    |                  |
| 1997 | «King Wasp»                     | Satellite    |                  |
| 1997 | «Demon Seed»                    | Piao!        | спільно з Fridge |
| 1998 | «Little Black Rocks in the Sun» | Mute Records |                  |
| 1999 | «Metal Fingers in My Body»      | Mute Records |                  |
| 1999 | «Revenge of the Black Regent»   | Mute Records |                  |
| 1999 | «Live 1940»                     | Slut Smalls  |                  |
| 2000 | «Plug Me In»                    | Mute Records |                  |
| 2001 | «The Poke 'Er' Ole»             | Mute Records |                  |
| 2001 | «And Another Thing»             | Rocket Girl  | як ADD N TO FUXA |
| 2002 | «Take Me To Your Leader»        | Mute Records |                  |